# Yitzhak Sadeh
Yitzhak Sadeh (hébreu, יצחק שדה, né Isaak Landoberg le 10 août 1890 à Lublin, Pologne et mort à Tel Aviv le 20 août 1952) est un général, homme politique et idéologue socialiste israélien. Il a été chef des Fosh, du Palmah (dont il est fondateur) et de Tsahal (dont il est aussi cofondateur).

## Biographie
Isaak Landoberg naît dans une famille juive polonaise à Lublin, alors dans l'Empire russe. Sa mère Rébecca était la fille de rabbi Shnéour Zalman Fradkin (en). Dans jeunesse, il étudie avec rabbi Hillel Zeitlin.
Lorsque la Première Guerre mondiale éclate, il rejoint l'armée russe impériale. Il s'y distingue et est décoré pour son courage. En 1917, il rencontre Joseph Trumpeldor, et entre 1917 et 1919, l'assiste dans la fondation du mouvement HeHalutz (le Pionnier).
En 1920, il émigre en Palestine gouvernée par les Britanniques et prend le nom de famille de Sadeh. Il y devient un des fondateurs et leaders de Gdoud HaAvoda (le bataillon du Travail). En 1921, il est un des commandants de la Haganah. Durant les émeutes de 1929, il prend part à la défense de Haïfa. Quand en 1936-1936 se déroule la révolte arabe en Palestine, Sadeh établit la Nodedet (Troupe errante ou Unité de patrouille) à Jérusalem qui se confronte aux Arabes dans leurs villages et bases. Il exige que ses troupes délaissent la tactique de défense et prennent l'initiative militaire.
À l'été 1937, en tant que commandant des " Notrims " ou police juive des implantations, il fonde le Fosh (פו"ש, acronyme de Plugot Sadeh, littéralement « Compagnie de terrain ») dont le nom relève d'un jeu de mots, puisque Sadeh est son nom et signifie champ, terrain. Ce sont les commandos de la Haganah, une troupe d'élite, dont les membres sont choisis par lui-même.
Parmi d'autres activités, Sadeh a ordonné l'établissement du kibboutz Hanita en mars 1938 sur une colline isolée à la frontière sud du Liban. En 1941, il participe à la fondation des unités du  Palmah (hébreu : פלמ"ח, acronyme de Plugot Maḥatz — littéralement, « unité de choc ») et devient le premier commandant en chef (commandant général) qui recrute au sein même de la Haganah. Le but de cette unité d'élite clandestine est notamment de mener une guérilla sur les forces de l'Axe au cas où elles pénétreraient en Palestine.
Au cours des 200 jours de crainte (en) (où l'armée du général allemand Rommel approche de l'Égypte et de la Palestine), Sadeh met au point le Plan Carmel, un plan détaillé visant à regrouper toute la communauté juive de Palestine sur le mont Carmel, formant ainsi une vaste enclave pour faire face aux envahisseurs.
Il commande le Palmah jusqu'en 1945, date à laquelle il est nommé chef d'état-major de la Haganah. Entre autres activités, il est responsable des opérations contre les forces britanniques pendant le mandat britannique de la Palestine (voir révolte juive en Palestine (en) (1944-1948)) et dans des transferts clandestins d'immigrants juifs en Israël. Il joue également un rôle déterminant dans la fondation du Gadna en 1941 et devient le premier commandant non officiel de ce programme.
Sadeh s'est marié trois fois. Sa troisième épouse, Margot Meier-Sadeh, meurt d'un cancer un an avant lui. Il a deux filles, Daphne et Rivka, et un fils, Yoram. Il est cousin du philosophe britannique Isaiah Berlin

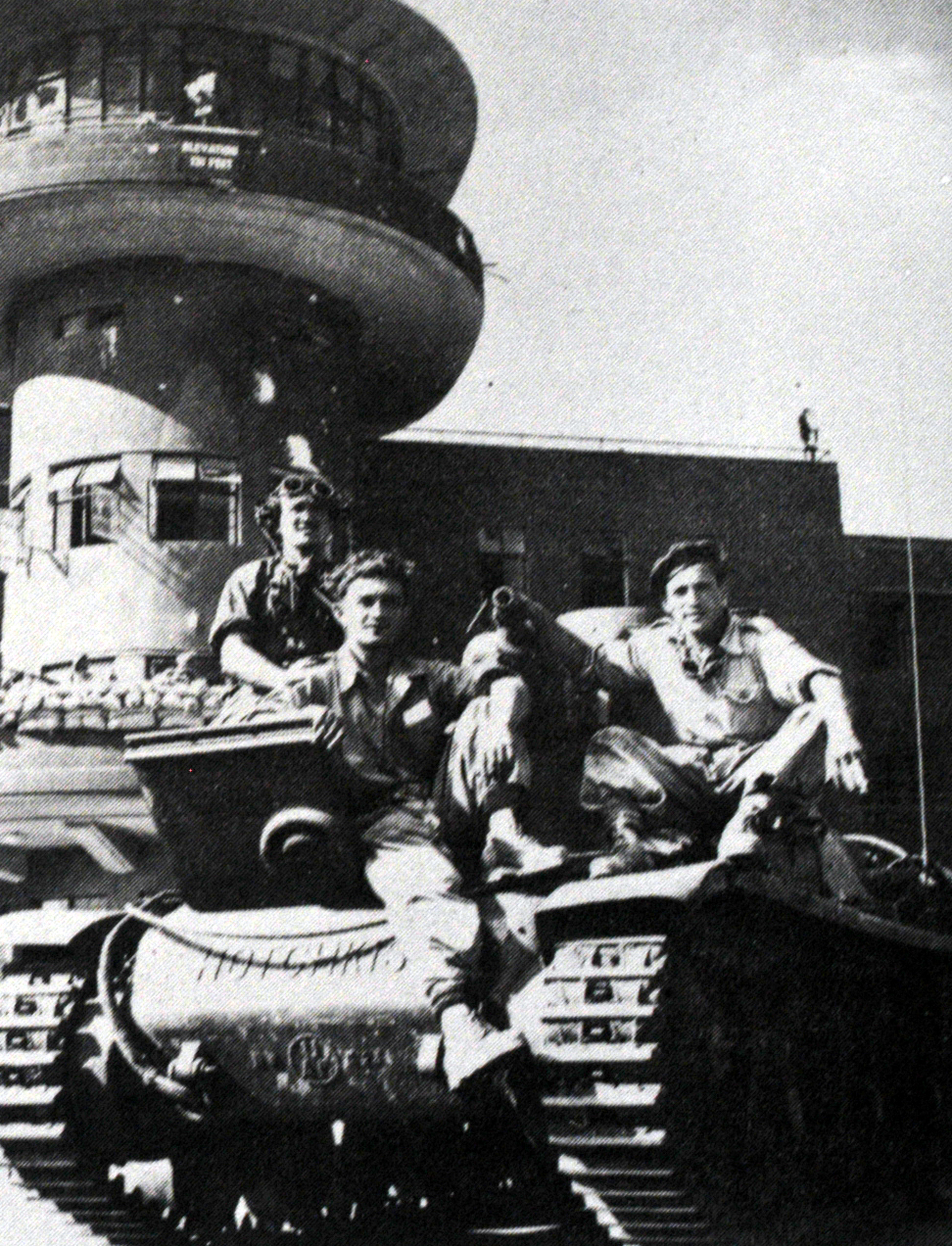
La 8e brigade blindée capture Lydda (Lod) et son aéroport en 1948

### La guerre de 1948
Au début de 1948, Yitzhak Sadeh commande le camp d'entraînement de la Haganah à Mishmar-Haémek. Début avril, il défend avec succès le kibboutz contre une attaque à grande échelle de l'Armée de libération arabe. Il conquiert une grande zone de la vallée de Jezreel lors de la contre-attaque. Fin avril, il commande deux brigades dans une série d'attaques dans des zones stratégiques, dans Jérusalem et autour dans le cadre de  l'opération Yevusi.[réf. nécessaire]
Durant la trêve en juin, il est responsable de la formation de la première brigade blindée de l'armée israélienne. En juillet, celle-ci joue un rôle important dans l'opération Dani, s'emparant de l'aéroport de Lydda (Lod) et en octobre, lors de l'opération Yoav, la prise de la forteresse Iraq Suwaydan qui bloquait la route du Néguev[réf. nécessaire]. Le 29 octobre, un bataillon de cette brigade s'empare d'al-Dawayima, dans le sous-district d'Hébron, et y commet un des pires massacres de la guerre (entre 80 et 1000 morts selon les bilans). Ce massacre s'inscrit dans la stratégie délibérée de nettoyage ethnique de la Palestine. En décembre 1948, il participe à l'opération Horev, et les forces qu'il commande passent la frontière égyptienne et menacent El-Arich aussi bien que l'armée égyptienne stationnée dans la bande de Gaza.

### Retraite
Quand la guerre d'Indépendance prend fin et que le Palmah est dissout en 1948, Sadeh quitte l'armée. Il écrit des essais, des histoires et des pièces de théâtre. Le livre Misaviv Lamedura (autour d'un feu de joie) contient d'articles écrits sous le nom de plume de Y. Noded (Y. Vagabond).
Il meurt à Tel Aviv en août 1952. À ce moment-là, il est devenu une figure charismatique et colorée, dont le surnom dans le Palmach était HaZaken (le vieux). Il est enterré au kibboutz Guivat-Brener.

### Le sport
Sadeh est un promoteur et éducateur du sport pour les juifs. En Russie, il a participé à des rencontres de lutte et est devenu le champion de lutte de Saint-Pétersbourg. En tant que sportif actif, il a compris la nécessité d'une éducation sportive pour ses valeurs pédagogiques et culturelles. En tant que membre de conseil d'administration de l'association sportive Hapoël (le Travailleur), il a défini des politiques et des directives et créé la devise de Hapoël, « Alafim lo Aloufim » (« Des milliers pas des champions »). Aujourd'hui, des milliers de sportifs et de soldats participent à la course du mont Tavor, consacrée aux idéaux du Sadeh.

## Honneurs
- Le prix Yitzhak Sadeh de littérature militaire est remis chaque année en son honneur.
- Le service postal israélien a émis un timbre[6] à l'effigie de Sadeh.
- Les kibboutzim Nir Yitzhak et Mashabei Sadeh dans le Neguev sont nommés en son honneur, de même que le moshav Sde Yitzhak et de nombreuses rues (souvent nommées Alouf Sadeh, littéralement "Général Sadeh") à travers le pays .